# 100 вопросов
«100 вопросов» (первоначально известный как «100 вопросов к Шарлотте Пейн») — американский ситком, премьера которого состоялась на NBC 27 мая 2010 года. В мае 2009 года телесеть объявила, что премьера шоу состоится в середине сезона в марте 2010 года во вторник в 21:30, после завершения трансляции NBC зимних Олимпийских игр 2010 года. Однако позже премьера была отложена до 27 мая 2010 года с уменьшенным количеством эпизодов с тринадцати до шести. «100 вопросов» был произведён студией Universal Media Studios, исполнительными продюсерами выступили Кристофер Мойнихэн, Майкл Нэйдер, Келли Кулчак и Рон Вест.
Отмена показа «100 вопросов» была объявлена 8 июля 2010 года.

## Сюжет
«100 вопросов» повествует о «молодой девушке, ищущей свой путь с друзьями в Нью-Йорке». Шарлотта Пейн (которую играет британская актриса Софи Уинклман) начинает каждый эпизод с вопроса на сайте знакомств, который затем «переходит в сюжетную линию этого эпизода».

## В ролях
| Актёр                     | Роль           |
| ------------------------- | -------------- |
| Софи Уинклман             | Шарлотта Пейн  |
| Дэвид Уолтон              | Уэйн Резерфорд |
| Кристофер Мойнихэн        | Майк Пул       |
| Коллетт Вульф             | Джилл          |
| Смит Чо                   | Лесли          |
| Майкл Бенджамин Вашингтон | Эндрю          |

## Процесс съёмок
Первый пилотный эпизод был снят режиссёром Джеймсом Берроузом и спродюсирован Мэгги Бланк. В нём Элизабет Хо была Лесли, Джой Супрано — Джилл, а Амир Талай — Эндрю. Алекс Хардкасл впоследствии выступил в качестве режиссёра сериала, пересняв пилот с Чо, Вулфом и Вашингтоном как Лесли, Джилл и Эндрю.

## Эпизоды
| № | Название                                         | Режиссёр       | Автор сценария         | Дата премьеры | Зрители (млн) |
| --- | ------------------------------------------------ | -------------- | ---------------------- | ------------- | ------------- |
| 1 | «Что привело вас сюда?»                          | Алекс Хардкасл | Кристофер Мойнихэн     | 27 мая 2010   | 2.52          |
| Шарлотта отклоняет предложение своего бойфренда; Майк и Уэйн соревнуются, чтобы узнать, кто из них лучший пикапер; Лесли встречается с альбиносом. |                                                  |                |                        |               |               |
| 2 | «Открыты ли вы?»                                 | Алекс Хардкасл | Даниэль Санчез-Витцель | 3 июня 2010   | 2.23          |
| Новая подруга Майка западает на Шарлотту, а Лесли становится одержимой парой ботинок.                                                              |                                                  |                |                        |               |               |
| 3 | «Вы романтик?»                                   | Алекс Хардкасл | Кристофер Мойнихэн     | 10 июня 2010  | 2.29          |
| Шарлотта понимает, что мужчина её мечты больше похож на человека из её кошмаров.                                                                   |                                                  |                |                        |               |               |
| 4 | «Вы когда-нибудь встречались с плохими парнями?» | Алекс Хардкасл | Хантер Ковингтон       | 17 июня 2010  | 2.05          |
| Шарлотта рассказывает историю Люка, её бойфренда-байкера; Майк принимает удар на себя.                                                             |                                                  |                |                        |               |               |
| 5 | «Уэйн?»                                          | Алекс Хардкасл | Лиз Астроф, Ол Хиггинс | 24 июня 2010  | 1.83          |
| Шарлотта рассказывает историю о том, как она впервые встретила Уэйна. Лесли узнаёт, что её бывший, Джеффри, женится.                               |                                                  |                |                        |               |               |
| 6 | «У вас когда-нибудь был секс на одну ночь?»      | Алекс Хардкасл | Майкл Нэйдер           | 1 июля 2010   | 1.89          |
| Шарлотта и Уэйн спорят, у кого быстрее получится найти пару на одну ночь.                                                                          |                                                  |                |                        |               |               |

## Отзывы

### За сезон
| Сезон | Время эфира    | Премьера сезона | Финал сезона | Телевизионный сезон | Место | Зрителей (млн) |
| ----- | -------------- | --------------- | ------------ | ------------------- | ----- | -------------- |
| 1     | Четверг, 20:30 | 27 мая 2010     | 1 июля 2010  | 2010                | TBA   | 2.135          |

### За эпизоды
| Порядок | Эпизод                                           | Дата выхода в эфир | Оценка | Доля | Рейтинг Нильсена (18-49) | Зрителей (млн) | Место (в эфирной сетке) | Место |
| ------- | ------------------------------------------------ | ------------------ | ------ | ---- | ------------------------ | -------------- | ----------------------- | ----- |
| 1       | «Что привело вас сюда?»                          | 27 мая 2010        | 1.7    | 3    | 0.8/3                    | 2.52           | 4                       | 14    |
| 2       | «Открыты ли вы?»                                 | 3 июня 2010        | 1.5    | 3    | 0.9/3                    | 2.23           | 4                       | 14    |
| 3       | «Вы романтик?»                                   | 10 июня 2010       | 1.6    | 3    | 0.8/3                    | 2.29           | 4                       | 12    |
| 4       | «Вы когда-нибудь встречались с плохими парнями?» | 17 июня 2010       | 1.4    | 3    | 0.7/2                    | 2.05           | 4                       | 11    |
| 5       | «Уэйн?»                                          | 24 июня 2010       | 1.3    | 2    | 0.6/2                    | 1.83           | 5                       | 12    |
| 6       | «У вас когда-нибудь был секс на одну ночь?»      | 1 июля 2010        | 1.2    | 2    | 0.7/3                    | 1.89           | 4                       | 14    |